# Hermann Delitsch
Hermann Delitsch (* 4. Februar 1869 in Leipzig; †  20. März 1937) war ein deutscher Schriftgestalter und Grafiker in Leipzig.

## Leben
Der  Vater Otto Delitsch war Geographieprofessor in Leipzig, die Mutter Agnes Lommatzsch war eine Lieblingsschülerin von Friedrich Fröbel. Der Bruder Johannes wurde Lehrer und Schuldirektor.
Hermann Delitsch studierte auf Wunsch des Vaters Medizin. Erst nach dem Tod der Mutter 1892 wandte er sich der Kunst zu und wurde zunächst Dekorationsmaler in Leipzig. Dann begann er ein Studium an der dortigen  Kunstakademie und Kunstgewerbeschule, unter anderem beim Grafikprofessor Carl Weichardt. 1900 wurde Delitsch dessen kommissarischer Nachfolger.
Seit 1903 unterrichtete er an der umgestalteten Kunstakademie Schriftgestaltung. 1907 besuchte er für einige Zeit Kurse bei Rudolf von Larisch in Wien und unterrichtete danach weiter in Leipzig. 1916 wurde er dort zum Professor ernannt. Bis 1934 prägte Hermann Delitsch zahlreiche Studenten wie Karl Mahr, Jan Tschichold, Hans Bunge-Ottensen und Paul Crone.

## Schaffen
Hermann Delitsch entwickelte mehrere Schrifttypen (Delitsch-Antiqua, Ramses Antiqua, Kanzlei-Fraktur). Von ihm gibt es auch Grafiken und Ölgemälde.
Hermann Delitsch publizierte mehrere Werke zur Geschichte und Technik der Schriftkunst.
- Kunstschrift, vom Schriftunterricht in Deutschland, Berlin 1909
- Geschichte der abendländischen Schreibschriftformen, Leipzig: Hiersemann, 1928
- Umgang mit Buchstaben. Lehrbuch des künstlerischen Schreibens, Berlin/Leipzig: Heintze & Blanckertz, 1931, Neuauflage 1941